# Custody
Custody is een Amerikaanse dramafilm uit 2007 onder regie van Nadia Tass. Het verhaal is een verfilming van het boek Figures of Echo van Mary Herczog. Custody is een televisiefilm.

## Verhaal
David Gordon (Rob Morrow) zorgt al haar hele leven voor de 13-jarige Amanda (Kay Panabaker) en zij weet niet anders dan dat hij haar vader is. Hij ontmoette haar moeder toen die in verwachting was van Amanda en is sinds haar moeder overleed aan kanker een alleenstaande vader. Een carrière heeft Gordon daarom nooit kunnen maken, maar hij is dik tevreden met zijn leven als literatuurleraar en liefhebbende vader.

Gordon krijgt de schrik van zijn leven wanneer plotseling John Sullivan (James Denton) opduikt. Hij is de biologische vader van Amanda en is gekomen om haar te leren kennen. Geschokt als zij is wanneer ze hoort dat Gordon niet haar echte vader is, stemt ze ermee in om af en toe een weekend met Sullivan door te brengen om hem te leren kennen. Gordon wil haar dit recht niet ontnemen en maakt het haar niet moeilijk.

Na een moeizame kennismaking heeft Amanda het al snel geweldig naar haar zin met Sullivan. Hij is een geslaagd zakenman en daardoor multimiljonair en gewend te leven in alle vormen van luxe, waarin hij Amanda graag laat delen. Ze zwemmen samen in zijn zwembad en hij laar haar alle kleren kopen waar ze haar oog op laat vallen.

Hoewel Gordon voor Amanda's bestwil heeft ingestemd met haar logeerpartijen bij Sullivan, beangstigen deze hem wel. Hij heeft nooit geregeld dat hij wettelijk voogdij over haar heeft en is bang om na zijn vrouw ook zijn dochter kwijt te raken. Zijn vrees wordt waarheid wanneer Sullivan wettelijk zijn dochter opeist en als biologische vader gelijk krijgt van de rechtbank. Amanda komt echter terecht in een wereld van luxe waarin ze voornamelijk alleen is, want Sullivan is altijd op zijn werk of onderweg. Wanneer hij haar ook met Thanksgiving de hele dag alleen laat, breekt er iets in haar. Ze belt Gordon op en doet niet langer alsof alles goed met haar gaat, Ze wil naar huis.

## Rolverdeling
- Megan - Robin Brûlé
- Eugene - Sergio Di Zio
- Barbara - Allana Harkin
- Peyton - Gord Rand
- Susan - Dominique Bisson
- Ted - Paul Rainville